# La vita è adesso
| Recensione | Giudizio |
| ---------- | -------- |
| AllMusic   |          |

La vita è adesso è il decimo album di Claudio Baglioni pubblicato nel 1985. Fu un grande successo di pubblico, con oltre un milione e mezzo di copie vendute Rimase per 27 settimane consecutive primo in classifica e circa ottanta settimane nella top 50.

Baglioni nel 1985

La vita è adesso consacrò una volta per tutte Baglioni che con il suo carisma e stile e con il suo pop-rock poetico diventò idolo generazionale di giovani e adulti, confermando la sua trasversalità e varietà di pubblico. Il tour negli stadi a seguito di questo album; Notti di note riuscì a superare il precedente Alé-oó con un totale di oltre 1 500 000 spettatori. Il concerto finale del 20 settembre allo Stadio Flaminio di Roma fu il primo concerto di musica pop della storia ad essere trasmesso in diretta televisiva Rai, alla presenza di 95.000 spettatori allo stadio e 12 milioni di persone davanti alla tv.

## Descrizione
Le registrazioni dell'album si svolsero nel Manor Studio di Oxford e alla Town House di Londra. Gli archi, eseguiti dalla London Symphony Orchestra diretta da Carl Davis, furono registrati agli Abbey Road Studios da Peter Mew. Gli arrangiamenti sono realizzati da Celso Valli. Alla registrazione dell'album partecipò anche Hans Zimmer.

Baglioni firma un autografo nel 1985

L'album tratta di una tipica giornata ordinaria iniziando dal risveglio mattutino e concludendo con la notte, i testi delle canzoni vennero scritti da Baglioni in una terrazza di un bar in centro a Roma, infatti inizialmente l'album si doveva chiamare Un bar sulla città, poi optò per il gioco di parole La vita è adesso. Il sogno è sempre.
Il disco è appunto il racconto di un’intera giornata, tutto raccontato da un preciso punto di vista (il Bar che si affaccia su Roma) che comprende un campionario vasto di umanità, ma soprattutto uno sguardo su un unico ambiente; la città di Roma evocata ma mai dichiaratamente citata, prendendo in riferimento una sola unità di tempo; l’arco di una giornata ipotetica ma che rappresenta tutta la vita. Un concept che racconta di un tempo e di un luogo che rappresenta tutti gli altri, trasferendola all’interno dell’originale punto di vista “cinematografico” contemporaneo; uno sguardo che guarda da un preciso punto di vista e decide di volta in volta cosa osservare, il tutto all’interno di un contesto dichiaratamente anni Ottanta, quindi con uno sguardo anche sociologico sulla società italiana del tempo.

Una recensione del 1985 cita: 
A chi si rivolge Baglioni? A tutti: al mondo allegro e casual dei paninari, al dirigente arrivato che ama trascorrere il sabato sera con il CD nella sua fuoriserie lucidata, e soprattutto ai ragazzi come lui, ai sognatori e agli amori ritrovati. Claudio parla dell’Italia attraverso «Tutto il calcio minuto per minuto», il delirio malinconico di «Uomini persi» e la gioia di vivere insita in brani come «La vita è adesso» e «Un nuovo giorno o un giorno nuovo». La perfezione tecnico-sonoro del CD finisce per esaltare in maniera ottimale.»

### Copertina
In copertina, fotografata da Toni Thorimbert, è presente una foto di Baglioni in primo piano mentre appoggia la mano sulla propria spalla. Il viso del cantautore che accenna quasi un sorriso è messo a fuoco dalla fotocamera, in contrapposizione allo sfondo sfocato che tende verso un color arancio. La foto è inquadrata da una cornice bianco panna; più stretta nei lati di sinistra e destra, più larga invece negli estremi superiori ed inferiori.
Nelle riedizioni CD la foto appare all'interno di una cornice quadrata, con le quattro fasce identiche. In entrambi i casi nella parte superiore della copertina è presente il nome dell'artista e nella parte inferiore il titolo dell'album in blu con il font papyrus.
Inizialmente però la copertina era differente, raffigurava infatti una foto dell'artista in primo piano alzato e con i capelli al vento, ma alla fine fu scartata.
Il retro del disco continua la cornice bianco panna del fronte, nella parte centrale superiore è presente una foto di Baglioni all'aperto; mentre cammina con le mani in tasca e lo sguardo rivolto verso il basso accennando un sorriso. A sinistra della foto è inquadrata in parte una Alfa Romeo Giulietta degli anni ottanta. Nello sfondo è possibile intravedere l'arco trionfale della città di Roma. Sopra la foto è presente di nuovo il titolo dell'album che si mantiene fedele alla copertina frontale, sia per il font sia per il colore, ma in più è allegato al sottotitolo del disco (Il sogno è sempre). Sotto alla foto invece sono presenti i crediti del disco. Baglioni per la prima volta non inserisce le tracce del disco, che si possono leggere solamente una volta estratto dal disco il libretto con i testi.
Una volta aperto il vinile originale sono presenti tre ante che raffigurano una foto panoramica su Roma con al centro Claudio di schiena che dal terrazzo si affaccia sulla città eterna. La foto vuole omaggiare il Bar Zodiaco; luogo in cui il cantautore scrisse i testi del disco guardando il panorama che il locale offriva. Successivamente fu svelato dallo stesso artista che la foto fu invece scattata sulla terrazza dell’Hotel Cavalieri Hilton che stava a pochi metri dal bar.

## Tracce
Testi e musiche di Claudio Baglioni.
1. Un nuovo giorno o un giorno nuovo – 4:26
2. L'amico e domani – 3:45
3. Uomini persi – 5:14
4. La vita è adesso – 5:29
5. Tutto il calcio minuto per minuto – 7:22
6. Andiamo a casa – 5:04
7. Amori in corso – 5:33
8. E adesso la pubblicità – 4:55
9. Un treno per dove – 4:21
10. Notte di note, note di notte – 6:18

## Formazione
- Claudio Baglioni - voce, cori
- Brett Morgan, Stuart Elliott - batteria
- Jess Bailey, Trevor Bastow - pianoforte e tastiera
- Mo Foster, Felix Krish - basso
- Nick Glennie-Smith - tastiera
- Hans Zimmer, Steve Rance - sintetizzatore e programmazione
- Peter Van Hooke - batteria, programmazione e batteria elettronica
- Phil Palmer - chitarra acustica ed elettrica
- Paul Keogh - chitarra acustica
- Frank Ricotti - percussioni
- London Simphony Orchestra - archi
- Celso Valli - arrangiamenti

## Successo commerciale

Baglioni tra i fan

Il disco ha venduto oltre un milione e mezzo di copie nei primi sei mesi, restando in classifica per 27 settimane consecutive al primo posto nella Superclassifica di TV Sorrisi e Canzoni (record tuttora imbattuto) e un totale di 73 settimane nella top 50.
Secondo i dati riportati da Musica e dischi a dicembre 1985 l'album aveva venduto oltre 800.000 copie.
Il successo del disco diede il via al tour del 1985 che avrebbe preso il nome di Notti di note, del quale il concerto finale allo stadio Flaminio di Roma del 20 settembre venne trasmesso in diretta tv, diventando il primo concerto della storia della musica popolare Italiana mandato in diretta televisiva. Dal tour nacque anche il libro Notti di note, realizzato con il fotografo Guido Harari, che attraverso pensieri e foto offriva ai fan una visione dal dietro le quinte del tour.
Verso la fine del 1985, dato il successo dell'album in Italia, venne rilasciato un album raccolta in tutta Europa, Claudio Baglioni.

## Riedizione per il 40° anniversario
Il 6 giugno 2025, in occasione dei 40 anni dall'uscita del disco, viene pubblicato l'album La vita è adesso, il sogno è sempre che raccoglie le dieci tracce con nuovi arrangiamenti e nuove registrazioni in studio e l'inedito Il sogno è sempre che per la prima volta viene registrato con un'orchestra e il suo testo integrale.

## Classifiche

### Classifiche settimanali
| Classifica (1985) | Posizione massima |
| ----------------- | ----------------- |
| Italia            | 1                 |

### Classifiche di fine anno
| Classifica (1985) | Posizione |
| ----------------- | --------- |
| Italia            | 1         |